# أدريان جاكوبس
أدريان جاكوبس (بالإنجليزية: Adrian Jacobs)‏ هو لاعب اتحاد الرغبي جنوب أفريقي، ولد في 14 أغسطس 1980 في Kraaifontein ‏ في جنوب أفريقيا.

## وصلات خارجية
- أدريان جاكوبس عل موقع إسبنسكروم (الإنجليزية)
- أدريان جاكوبس على موقع ItsRugby.co.uk (الإنجليزية)